# James D. Phelan

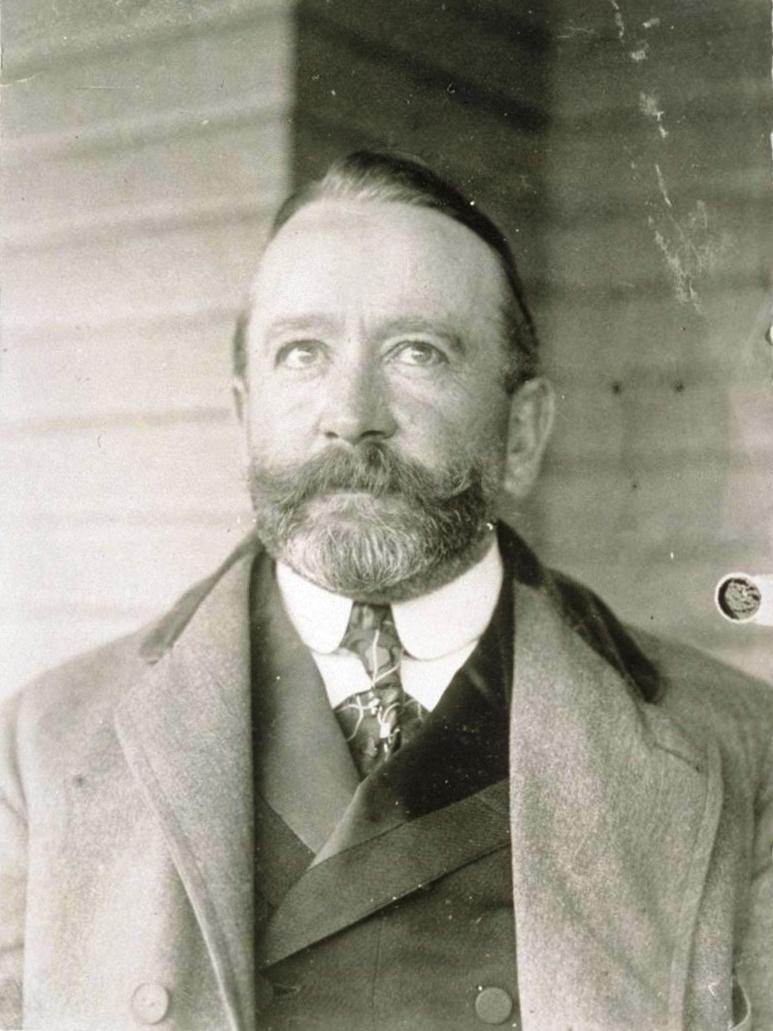
James D. Phelan

James Duval Phelan, född 20 april 1861 i San Francisco, Kalifornien, död 7 augusti 1930 i Saratoga, Kalifornien, var en amerikansk demokratisk politiker och bankman. Han representerade delstaten Kalifornien i USA:s senat 1915-1921.
Phelan utexaminerades 1881 från St. Ignatius College (numera University of San Francisco). Han studerade sedan juridik vid University of California, Berkeley. Han var därefter verksam inom bankbranschen.
Phelan var borgmästare i San Francisco 1897-1902. Han förvaltade Röda Korsets hjälppengar i samband med jordbävningen i San Francisco 1906.
Phelan efterträdde 1915 George Clement Perkins som senator för Kalifornien. Han kandiderade till omval i senatsvalet 1920 men besegrades av republikanen Samuel M. Shortridge.
Phelan företog omfattande resor strax efter tiden i senaten. Han återvände sedan till bankbranschen och var även en betydande konstsamlare. Phelan var styrelseordförande för United Bank & Trust Co. i San Francisco.
Phelan var av irländsk härkomst. Hans grav finns på Holy Cross Catholic Cemetery i Colma.